# Albert Cossery
Albert Cossery, född den 3 november 1913 i Kairo, död den 28 juni 2008, var en syrisk-egyptisk-fransk författare som skrev på franska.
Cossery kom från en kristen medelklassfamilj och utbildades i franska skolor, varför han senare kom att använda franskan i sitt författarskap. Under andra världskriget arbetade han som steward på ett egyptiskt fartyg i Atlanten. Från 1945 var han bosatt i Paris, där han med undantag för två resor till hemlandet blev kvar till sin död.
Samtliga Cosserys romaner behandlar människor i Kairos slumområden. Henry Miller upptäckte hans debutroman Les hommes oubliés de Dieu (Människorna Gud glömde, 1940) och lanserade den i USA. 1944 kom La maison de la mort certaine (Den vissa dödens hus, på svenska 1950), och 1954 kom Mendiants et Orgueilleux (Stolta tiggare, på svenska 1989). Han gav därefter ut en roman omkring vart tionde år fram till sin död.